# 태종대 (횡성군)
태종대(太宗臺)는 대한민국 강원특별자치도 횡성군 강림면 강림리에 있는, 운곡 원천석과 조선왕조 3대 임금인 태종과 관계되는 유적이다. 1984년 6월 2일 강원특별자치도의 문화재자료 제16호로 지정되었다.

## 개요
강림천변 절벽 위에 우뚝 서 있는 태종대는 조선 태종과 그의 스승 운곡 원천석에 관련된 일화가 있는 곳이다.
원천석은 태종이 왕위에 오르기 전, 왕자의 난을 계기로 실망해서 관직을 버리고 이곳에 은거하였다. 태종이 왕위에 오른 뒤 스승을 찾아 이곳에 왔으나，스승은 빨래하는 할머니에게 거짓으로 말하고 피신하였다. 태종은 할머니가 거짓으로 알려준 바위에서 기다리다가 스승이 자신을 만나려 하지 않는다는 것을 알고 돌아갔다. 그 뒤 이곳을 태종이 머물렀다 해서 태종대라 부르고 비석과 비각을 세워 보호하고 있다.
태종과 관련된 유적지로 그 시대의 일면을 느낄 수 있는 곳이다.

## 현지 안내문
태종대는 운곡(耘谷)과 조선왕조 3대 임금인 태종과 관계되는 유적이다. 운곡 원천석은 태조 이방원의 스승이었으나, 태조가 고려를 전복시키고 조선을 건국하자 모든 관직을 거부하고 개성을 떠나 이 곳 강림리에 은거하면서 치악산 정상에 제단을 만들고 흩어진 두문동 72인을 모아 고려왕조의 영령을 위하여 제사를 지내며 초근목피로 생활하였다. 방원이 왕위에 오른 후인 1415년 옛날의 스승인 운곡을 찾았으나, 운곳은 태종과의 만남을 꺼려 피신하여 끝내 찾지 못하고 돌아갔다.
이 곳은 태종이 운곳을 찾아왔을 때 머물던 곳이라고 하여 '주필대('라고 불러오다가 후대에 '태종대(太宗臺)'라 고쳐 부르게 되었다. 절벽 위의 비각 안에 '주필대(駐蹕臺)'라고 새긴 비석이 있고, 절벽 아래쪽 바위 벽면에는 1723년(경종 3)에 새긴 태종대(太宗臺) 등의 글자가 있다. 근처에 운곡 이야기와 관련된 노구소(老嫗沼), 횡지암(橫指巖)이 있으며, 치악산에는 운곡이 은거하던 곳이라 전해지는 변암(弁岩)과 누졸재(陋拙齋) 터가 있다.

## 같이 보기
- 원천석

## 참고 문헌
- 태종대 - 국가유산청 국가유산포털